# Рухтінська сільська рада
Ру́хтінська сільська рада (рос. Рухтинский сельский совет) — муніципальне утворення у складі Дуванського району Башкортостану, Росія. Адміністративний центр — село Рухтіно.

## Населення
Населення — 1368 осіб (2019, 1458 в 2010, 1447 в 2002).

## Склад
До складу поселення входять такі населені пункти:
| Населений пункт    | Населення, осіб (2002) | Населення, осіб (2010) |
| ------------------ | ---------------------- | ---------------------- |
| Анзяк, село        | 371                    | 382                    |
| Кадирово, присілок | 437                    | 400                    |
| Рухтіно, село      | 639                    | 676                    |